# Štefan Dečanski
Štefan Uroš III. Nemanjić (srbsko Стефан Урош III Немањић, Stefan Uroš III Nemanjić), znan kot Štefan Dečanski (srbsko  Стефан Дечански, Stefan Dečanski) je bil srbski kralj, ki je vladal od 6. januarja 1322 do 8. septembra 1331, * okoli 1285, Kraljevina Srbija, † 11. november 1331, grad Zvečan, Kraljevina Srbija.
Bil je sin kralja Štefana Milutina. Med vzponom na prestol je porazil več svojih družinskih članov. Vzdevek Dečanski je dobil po velikem samostanu, ki ga je zgradil v Dečanih.

## Otroštvo
Štefan Uroš III. je bil sin kralja Štefana Uroša II. Milutina in njegove prve žene, srbske plemkinje Jelene. Rojen je bil pred očetovim prihodom na srbski prestol leta 1282. Ko je bil še otrok ga je oče s spremstvom poslal za talca na dvor Nogaj Kana Zlate horde, da bi bil garant miru med Srbi in Tatari. Na tatarskem dvoru je ostal do kanove smrti leta 1299.

## Talstvo v Konstantinoplu in vrnitev
Leta 1314 se je sprl z očetom, ki ga je poslal v Konstantinopel, kjer naj bi ga oslepili. Dečanski ni bil nikoli popolnoma oslepljen in verjetno sploh ni bil. V Konstantinoplu je živel na dvoru Andronika II. Paleologa, kar kaže na dobre odnose med državama. Iz Konstantinopla je napisal prošnjo humskemu škofu Danilu, naj posreduje pri očetu Štefanu Milutinu za njegovo vrnitev v Srbijo. Danilo je njegovo prošnjo posredoval srbskemu nadškofu Nikodemu, ki je leta 1320 izprosil Štefanov odpoklic. Štefan Dečanski je po vrnitvi dobil apanažo Budimlje, polbrat Štefan Konstantin pa je obdržal Zeto.

## Vladanje
Štefan Milutin je zbolel in 29. oktobra 1321 umrl brez uradne oporoke. Konstantin je bil po njegovi smrti kronan za kralja Zete, kar je sprožilo državljansko vojno z zahtevnikoma Štefanom Dečanskim in bratrancem Štefanom Vladislavom  II.  Dečanski je objavil, da se mu je vid čudežno vrni, in na svojo stran dobil prebivalstvo, ki je vrnitev vida  imelo za božje znamenje. 6. januarja 1322 ga je nadškof Nikodem kronal za kralja, njegovega sina Štefana Dušana pa za mlajšega kralja. Dečanski je Konstantinu ponudil delitev kraljestva, kar je Konstantin zavrnil. Dečanski je zatem napadel Zeto in Konstantina porazil in ubil.
Vladislav II. je bil medtem po Milutinovi smrti izpuščen iz ječe in zasedel prestol Sremskega kraljestva, ki ga je ustanovil njegov oče v severni Srbiji. Vladislav je ob Milutinovi smrti zahteval tudi srbski prestol in iskal podporo v Rudniku, nekdanji apanaži svojega očeta. S podporo Ogrske, Bolgarije in Bosne je utrdil svojo oblast v Sremu in se začel pripravljati na vojno s Štefanom Dečanskim.
Vojna med njima je izbruhnila leta 1323. Jeseni je Vladislav še obvladoval Rudnik, proti koncu leta pa je, zgleda, pobegnil proti severu. Nekaj  Vladislavovih pristašev iz Rudnika pod vodstvom dubrovniškega trgovca Menčeta se je zateklo v bližnjo trdnjavo Ostrovica, kjer so se upirali Štefanovi vojski. Štefan je poslal v Dubrovnik delegacijo z zahtevo, da preneha podpirati Vladislava. Dubrovčani so njegovo zahtevo zavrnili z argumentom, da Ostrovico zasedajo Srbi. Dečanski, nezadovoljen z odgovorom, je leta 1324 zbral vse dubrovniške trgovce, kar jih je lahko, zasegel njihovo premoženje in jih aretiral.  Po osvojitvi Rudnika jih je izpustil in jim vrnil premoženje. Konec leta 1324 je porazil Vladislava II., ki je pobegnil na Ogrsko.
Napetosti med Srbijo in Dubrovnikom so se nadaljevale. Avgusta 1325 je vojvoda Vojin izropal Dubrovnik, kar je povzročilo kratkotrajno prekinitev trgovanja. 25. marca 1326 je Dečanski obnovil dubrovniške privilegije, ki jim jih je podelil Štefan Milutin. Napetosti so se ponovno začele potem, ko so sta Dubrovnik in Bosna začela delovati proti zahumskim posestnikom Baranivojevićem.
Dečanski je ohranjal dokaj trdno zavezništvo z Andronikom II. Paleologom, vendar se ni zapletal v državljansko vojno med Andronikom II. in Andronikom III. Ko je oblast prevzel Andronik III., je sklenil zavezništvo z bolgarskim  carjem Mihaelom Asenom III.  in dosegel, da se je car ločil od Štefanove sestre Ane in poročil z bizantinsko princeso Teodoro Paleologino.  Nova zaveznika sta združila svoje sile in leta 1330 napadla  Srbijo.  Dečanski in njegov sin Štefan Dušan sta v bitki pri Velbaždu leta 1330 porazila bolgarsko vojsko in ubila carja Mihaela Asena III.
Andronik III. se je po Mihaelovem porazu umaknil. Dečanski je po zmagi južno mejo kraljestva pomaknil v bizantinsko Makedonijo in se umaknil, nekateri njegovi dvorjani pa so pričakovali, da se bo osvajanje nadaljevalo. Ker se to ni zgodilo, so Dečanskega odstavili v korist njegovega sina Štefana Dušana. Dečanski je pobegnil v Petrič.  Dušan je oblegal  in 21. avgusta 1331 osvojil Petrič in svojega očeta zaprl v trdnjavo Zvečan, kjer so ga 11. novembra 1331 zadavili.

## Družina
S svojo prvo ženo, Teodoro Bolgarsko, je imel dva otroka:
- Štefana Uroša IV. Dušana, ki ga je odstavil in sam prevzel oblast
- Dušico (ali Dušmana)

Z drugo ženo, Marijo Paleologino, hčerko cezarja Ivana Paleologa, je imel:
- Simeona, ki si je prilastil vladarski naslov in kot neodvisen vladar vladal v Tesaliji
- Jeleno, poročeno z Mladenom III. Šubičem
- Teodoro, poročeno z mogotcem Dejanom

## Zapuščina
V srbskem epskem pesništvu je Štefan Dečanski opevan kot plemenit vladar. Srbska pravoslavna cerkev ga je kanonizirala. Praznuje se 24. novembra. Njegovi posmrtni ostanki so v cerkvi samostana Visoki Dečani na Kosovu. 
Kraljevska krona Štefana Dečanskega se hrani v samostanu Cetinje v Črno gori.